# Albino Carraro
Albino Marco Carraro (* 4. April 1899 in Padua; † 14. August 1964) war ein italienischer Fußballschiedsrichter und -trainer.

## Werdegang
Carraro war ab 1923 als Schiedsrichter tätig. Zwischen 1925 und 1929 leitete er 50 Spiele in der Divisione Nazionale, der zum damaligen Zeitpunkt höchsten italienischen Spielklasse. Nach der Ablösung der Divisione Nazionale durch die Serie A im Jahr 1929 pfiff Carraro bis 1934 weitere 72 Partien der Italienischen Fußballmeisterschaft. 
Im Mai 1928 fungierte Carraro bei einer Partie der Olympischen Sommerspiele in Amsterdam als Linienrichter, als er dem argentinischen Schiedsrichter Lorenzo Martínez im Olympiastadion im Achtelfinale Luxemburg gegen Belgien (3:5) assistierte. Am 28. Oktober bzw. 11. November desselben Jahres leitete Carraro die Finalspiele des Mitropapokals 1928, in denen sich Ferencváros Budapest gegen Rapid Wien mit 10:6 im Gesamtergebnis durchsetzte.
Letzter Höhepunkt in Carraros Schiedsrichterlaufbahn war seine Teilnahme an der Fußball-Weltmeisterschaft 1934 im eigenen Land, bei der er zusammen mit Rinaldo Barlassina und Francesco Mattea zu den ersten italienischen WM-Schiedsrichtern der Fußballgeschichte gehörte. Hier leitete er der Spiel um Platz 3, das Deutschland im Neapolitaner Stadio Giorgio Ascarelli mit 3:2 gegen Österreich gewann.
Carraro, der eine Optikfirma führte, verlegte seine geschäftlichen Aktivitäten in den 1930er-Jahren nach Mailand und wurde dort von Ferdinando Pozzani, dem Präsidenten des Fußballklubs Ambrosiana-Inter, am 16. März 1936 zum Sportdirektor ernannt. Er ersetzte in diesem Amt den zurückgetretenen Aldo Molinari. Zudem fungierte er zusammen mit Gyula Feldmann oder als Ersatz für diesen für kurzzeitig als Trainer der Nerazzurri und beendete die Serie A 1935/36 mit der Mannschaft als Tabellenvierter.
Albino Carraro starb im August 1964 im Alter von 65 Jahren.